# Help Wanted (film 1915)
Help Wanted è un film muto del 1915 diretto da Hobart Bosworth considerato perduto. La sceneggiatura di Elmer Harris si basa sull'omonimo lavoro teatrale di Jack Lait che aveva debuttato in prima a Chicago a poi a New York l'11 febbraio 1914. Il film aveva come interpreti lo stesso regista affiancato da Lillian Elliott, Adele Farrington, Lois Meredith, Owen Moore. Sia la Elliott che la Meredith ripresero per lo schermo gli stessi ruoli che avevano interpretato sul palcoscenico.

## Trama
Jerrold D. Scott, un importatore di New York, dopo che Jack, il suo figliastro, ha finito l'università, lo prende con sé come socio nella sua ditta. Il primo giorno, il giovane incontra Gertie, la figlia di una povera lavandaia, che è venuta per sostenere un colloquio di lavoro come stenografa. Jerrold, che nota la ragazza per la sua bellezza, decide di assumerla e le fissa una paga più alta di quanto lei chieda. Gertie non è una grande stenografa e Jerrold sembra sempre più interessato a lei, nonostante lei non gradisce tutte le sue attenzioni. Al contrario, Jack si innamora della ragazza e comincia a pensare al matrimonio. Una sera, Jerrold tiene Gertie in ufficio fuori orario. Rimasti soli, l'uomo l'aggredisce. Le urla della ragazza fanno accorrere Jack che deve rompere il vetro della porta per fermare il patrigno. Jerrold, ignorando che il giovane è innamorato di Gertie, lo butta fuori dall'ufficio e lo licenzia. Quando, però, scopre che né la ragazza né Jack hanno detto niente a sua moglie, si pente del proprio comportamento e riprende il figliastro a lavorare con sé, acconsentendo anche al suo matrimonio con Gertie.

## Produzione
Il film, prodotto dalla Oliver Morosco Photoplay Company e dalla Hobart Bosworth Productions, venne girato nei Bosworth Studio, a Hollywood, al 201 del N. Occidental Blvd.

## Distribuzione
Il copyright del film, richiesto dalla Oliver Morosco Photoplay Co., fu registrato il 26 aprile 1915 con il numero LU5131.
Distribuito dalla Paramount Pictures, il film uscì nelle sale statunitensi il 29 aprile 1915.
Non si conoscono copie ancora esistenti della pellicola che viene considerata presumibilmente perduta.